# Jelenkor (folyóirat, 1958–)
A Jelenkor Pécsett szerkesztett kulturális és művészeti folyóirat. 1958 októberében indult. 1960 és 1964 között Tüskés Tibor szerkesztette. Olyan szerzők verseit közölte, mint Áprily Lajos, Bertók László, Csorba Győző, Illyés Gyula, Jékely Zoltán, Kassák Lajos, Keresztury Dezső, Somlyó György, Tandori Dezső, Vas István és Weöres Sándor. A prózarovatban mások mellett Déry Tibor, Mándy Iván, Mészöly Miklós, Örkény István, Szabó Magda írásai jelentek meg. Egyéb műfajokban munkatársa volt a pl. Kodolányi János, Konrád György, Várkonyi Nándor és Pilinszky János. Szerkesztője volt a lapnak Bertha Bulcsu, Lázár Ervin, Pákolitz István, főmunkatársa Csorba Győző, majd az ő halála után Bertók László.
Az 1970-es években Szederkényi Ervin volt a főszerkesztő, majd egy időben Parti Nagy Lajos és Csordás Gábor a szerkesztők. Ebben az időszakban  a hazai irodalmi élet meghatározó orgánumává vált, itt közölték írásaikat az ún. "új próza" képviselői, Esterházy Péter és Nádas Péter. 
 A Jelenkor a rendszerváltás után is képes volt megőrizni szakmai presztízsét. 
 A folyóirat szerkezete általában három blokkra tagolódik: a szépirodalmi, a tanulmány- és a kritikarovatra. Gyakran állít össze tematikus számokat vagy blokkokat pl.  Mészöly Miklós életművéről vagy a 60 éves Nádas Pétert köszöntő szám. 2001 óta a júniusi lapszám tematikus színházi szám, amely a Pécsi Országos Színházi Találkozóhoz kapcsolódik. A 2001. novemberi szám, amely a világörökség részévé nyilvánított pécsi ókeresztény műemlékekkel foglalkozott.

## A szerkesztőség
- Főszerkesztő: Ágoston Zoltán
- Szerkesztők: Szolláth Dávid és Görföl Balázs
- Főmunkatárs: Bertók László
- Szerkesztőbizottság: Balla Zsófia, Csuhai István, Parti Nagy Lajos, Takáts József, Thomka Beáta és Tolnai Ottó